# Левкоев, Николай Александрович
Николай Александрович Левко́ев (1891 — 1982) — советский театральный актёр, режиссёр и педагог. Народный артист РСФСР (1949). Лауреат Государственной премии им. К. С. Станиславского (1968).

## Биография
Родился 21 октября (3 ноября) 1891 года в Тамбове, там же окончил гимназию. В 1912 году поступил на медицинский факультет Киевского университета. Сильно увлекался театром, участвовал в любительских спектаклях. В 1919 году поступил в Киевскую драматическую школу под руководством В. В. Сладкопевцева.
В 1920 году был принят в труппу Второго театра Украинской советской республики имени В. И. Ленина (сейчас Национальный академический театр русской драмы имени Леси Украинки) в Киеве. С 1924 года работал в театрах Житомира, Одессы. 
В 1927 году был приглашён Н. И. Собольщиковым-Самариным в Нижегородский театр драмы (сейчас Нижегородский государственный академический театр драмы имени М. Горького). За более чем полвека работы на сцене сыграл более сотни ролей. 
В своих воспоминаниях «Глазами артиста» актёр писал: «Кто-то из критиков назвал меня актёром горьковской темы, или горьковского театра, что, пожалуй, точнее. Действительно, я переиграл во всех пьесах М. Горького, кроме «Вассы Железновой», а в иных и не по одной роли,.. начиная с первой роли Медведева в «На дне», затем были Перчихин («Мещане»), Левшин и Печенегов («Враги»), Суслов («Дачники»), Трошин («Дети солнца»), Достигаев («Достигаев и другие»), Богомолов («Сомов и другие»), Головастиков и Редозубов («Варвары»), Харитонов («Старик»), Яковлев («Фальшивая монета»), и, наконец, Лука («На дне»). Какие богатейшие возможности таит в себе для актера каждый горьковский образ!».
Занимался режиссурой, участвовал в постановках Собольщикова-Самарина «Мещане», «Дворянское гнездо» и другие.
С 1931 года вёл педагогическую деятельность, в 1943—1948 годах работал художественным руководителем театральной студии при театре им. Горького. Среди его учеников известные артисты Е. А.  Евстигнеев, Э. В. Суслова, М. Алашеева, Л. Н. Кулагин, В. В. Вихров, М. Н. Зимин, Л. И. Хитяева, А. Р. Палеес, Л. С. Белявский, А. А. Яковлев и многие другие.
Умер 15 марта 1982 года. Похоронен в Горьком на Бугровском кладбище (8 участок).

## Награды и премии
- орден Трудового Красного Знамени (1949)[2]
- заслуженный артист РСФСР (1937)
- народный артист РСФСР (1949)
- Государственная премия РСФСР имени К. С. Станиславского — за исполнение роли Луки в спектакле «На дне» М. Горького (1968)

## Работы в театре

### Актёр
- «Коварство и любовь» Ф. Шиллера — Вурм
- «Первая Конная» И. Э. Бабеля — Боец
- «Семья» И. Ф. Попова — П. Н. Дурново
- «Мещане» М. Горького — Перчихин
- «Свадьба Кречинского» А. В. Сухово-Кобылина — Иван Антонович Расплюев
- «Враги» М. Горького — Левшин
- «Волки и овцы» А. Н. Островского — Вукол Наумович Чугунов
- «Гроза» А. Н. Островского — Кулигин
- «Сон на Волге» А. Н. Островского — Шут
- «Человек с ружьём» Н. Ф. Погодина — В. И. Ленин
- «Кремлёвские куранты» Н. Ф. Погодина — В. И. Ленин
- «Молодая гвардия» А. А. Фадеева — Андрей Андреевич Валько
- «Обрыв» И. А. Гончарова — Нил Андреевич Тычков

### Режиссёр

#### Театр драмы
- «Бедность не порок» А. Н. Островского
- «Бесприданница» А. Н. Островского
- «Волки и овцы» А. Н. Островского
- «Мещане» М. Горького«

#### Горьковский ТЮЗ
- «Алеша Пешков» И. А. Груздева
- «Мещане» М. Горького

## Фильмография
- 1953 — Великий воин Албании Скандербег — Альберто Джиованни, наместник дожа

## Память
- В 2011 году на Пятом Российском театральном фестивале имени М. Горького была учреждена премия имени Н.А. Левкоева.
- В 2011 году к 120-летию со дня рождения была открыта памятная мемориальная доска на доме № 29 по Большой Покровской улице, где с 1955 по 1982 год жил Николай Александрович Левкоев.